# Lijst van Chinees-Nederlandse verenigingen
Dit is een lijst van Chinees-Nederlandse verenigingen met een artikel op de Nederlandstalige Wikipedia.

## A
- Asian News

## B
- Buddha's Light International Association Holland

## C
- China op de Kaap
- Chinees-Nederlandse vereniging voor ondersteuning van het Vaderland tegen de Japanse bezetters 荷兰华人抗日救国会
- Chineezen-Vereeniging in Nederland Chung Hwa Hui 中華會
- Chinese Jongeren Organisatie
- Chung San Hui

## D
- De Chinese Brug

## H
- He Hua Tempel

## I
- Inspraakorgaan Chinezen

## J
- Landelijke Federatie van Chinese Organisaties Nederland

## S
- Stichting Boeddhistische Jen Foo Chung Nederland-Jen Yin Tang
- Stichting Chinees Onderwijs in Nederland

## W
- Wah Fook Wui